# A Diamond in the Rough (film, 1914, Adolfi)
Pour les articles homonymes, voir A Diamond in the Rough.
A Diamond in the Rough (littéralement : Un diamant à l'état brut) est un film muet américain réalisé par John G. Adolfi, sorti en 1914.

## Fiche technique
- Réalisation : John G. Adolfi
- Date de sortie : États-Unis : 26 avril 1914

## Distribution
- Eugene Pallette
- Jack Leonard
- John T. Dillon
- Harry McCabe
- Fred Hamer
- Miriam Cooper
- Sam De Grasse
- Edna Mae Wilson